# Nuestra Señora del Azogue (Puebla de Sanabria)

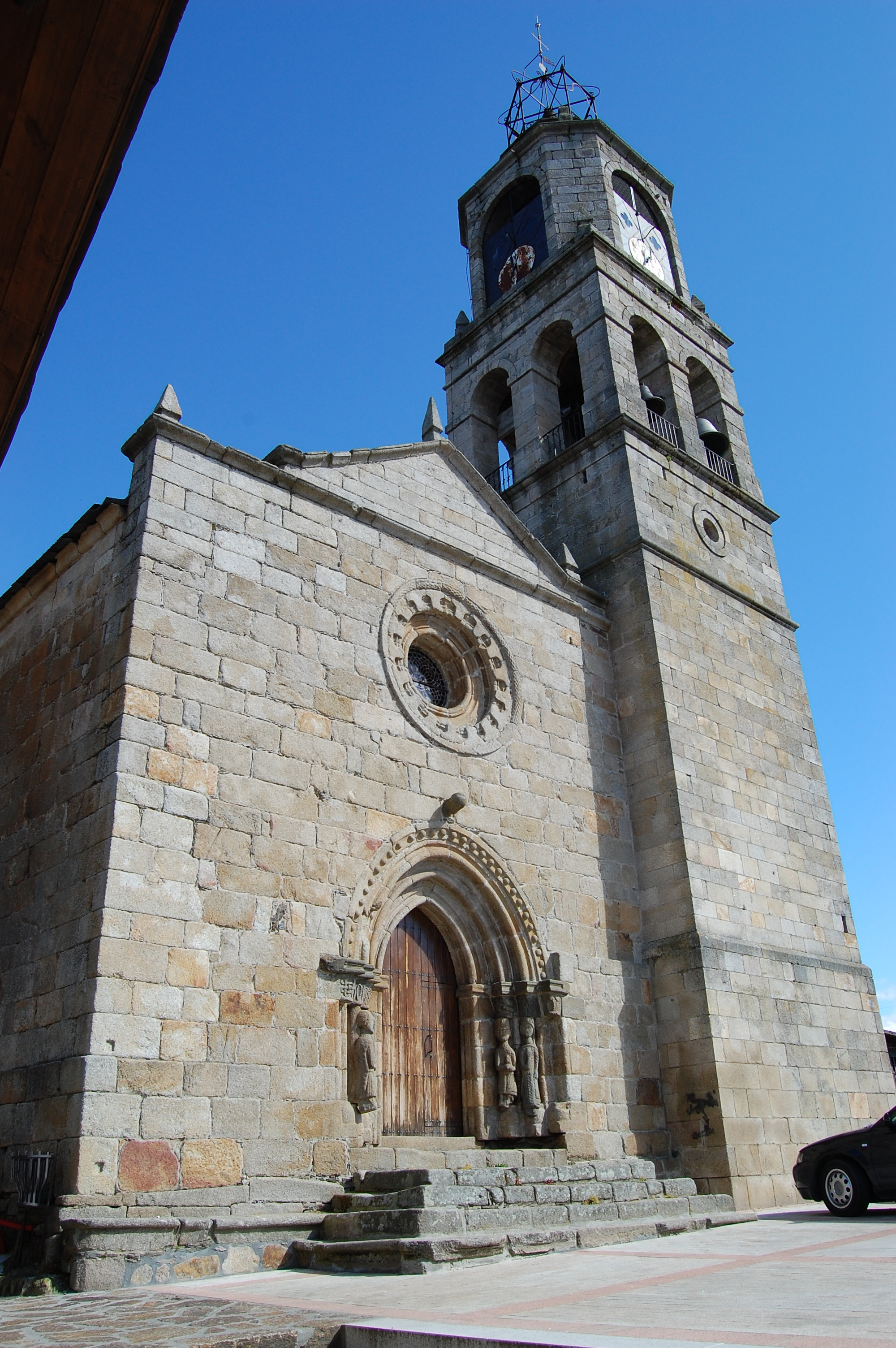
Kirche Nuestra Señora del Azogue

Die spätromanische Pfarrkirche Nuestra Señora del Azogue der Kleinstadt Puebla de Sanabria in der nordwestspanischen Provinz Zamora in der Region Kastilien-León befindet sich an der höchsten Stelle des Ortes.

## Geschichte
Der Ort existierte bereits in westgotischer Zeit, doch über einen eventuell existierenden Vorgängerbau ist nichts bekannt; allerdings wurde bei Ausgrabungsarbeiten im Jahr 1995 unterhalb des Kirchenbodens eine Vielzahl von Grabstelen gefunden. Die etwa 1000 Meter hoch gelegene und nur dünnbesiedelte Region wurde im 9./10. Jahrhundert aus den Händen der Mauren zurückerobert (reconquista) und die Grenze zwischen der christlichen und der islamischen Einflusssphäre auf der Iberischen Halbinsel bis auf die Höhe des Duero vorgeschoben. Die heutige Kirche entstand in der Zeit um 1170; sie wurde jedoch danach mehrfach leicht verändert.

## Architektur
Westfassade und Turm
Der gesamte Kirchenbau mitsamt dem Figurenschmuck des Portalgewändes besteht aus behauenem Granitgestein, an einigen Stellen des Langhauses ist auch einfacheres Bruchsteinmauerwerk sichtbar. Der untere Teil des Glockenturmes ist – abgesehen von kleinen Rundfenstern (oculi) – völlig schmucklos; die beiden oberen Turmgeschosse und die kleinen Zierobelisken des Dreiecksgiebels stammen aus der Renaissance.
Westportal
Bedeutendster Bauteil ist das erhöht liegende und nur über einen Treppenaufgang erreichbare spätromanische Westportal mit seinen vier erhaltenen Gewändefiguren, den Kapitellen und den Archivoltenbögen. Bei der Ausführung auf den ersten Blick eher klobig und ‚primitiv‘ wirkenden Figuren wurde sehr viel Wert auf Details (Haare, Gewänder etc.) gelegt. Die beiden Figuren im rechten Portalgewände sind durch ihre kronenartigen Kopfbedeckungen als König bzw. Königin charakterisiert; die Figuren auf der linken Seite sind dagegen barhäuptig. Drei der vier Figuren tragen Gefäße oder ähnliches in den Handen, die als Gaben oder Geschenke gedeutet werden können. Die sechs Kapitelle zeigen unterschiedliche Motive – darunter kleine Figuren sowie vegetabilische Formen oder beinahe geometrisch aussehende Flechtbänder etc. Die im Scheitel angespitzten und reich profilierten Archivolten zeigen im äußeren Bogen aneinandergereihte Kugeln. Über dem Portal befinden sich ein bärtiger Kopf und ein von einem Zackenbögen eingefasstes Rundfenster.
Südportal

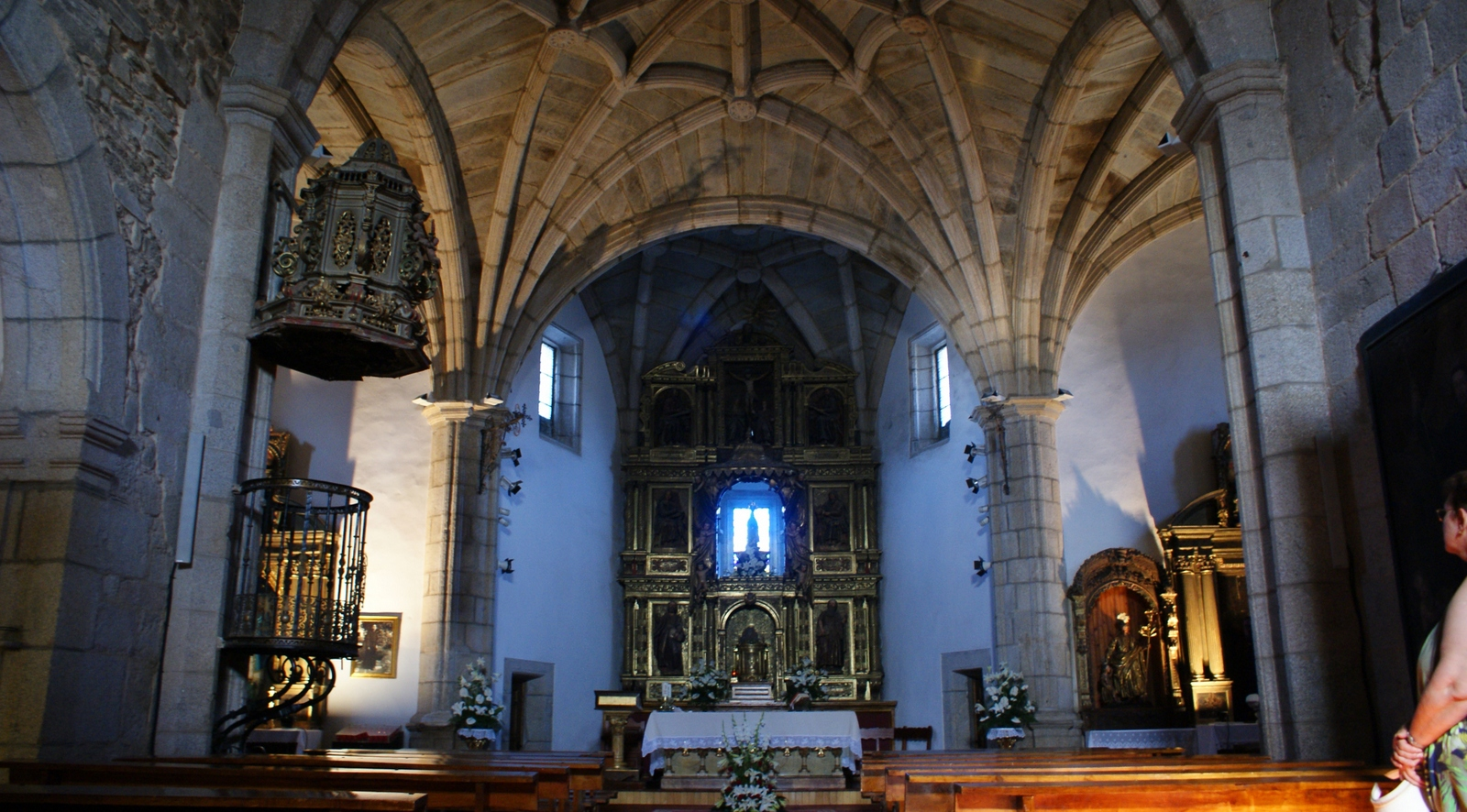
Vierung und Apsis

Unter einem später hinzugefügten Portikus auf der Südseite befindet sich ein älteres Rundbogenportal, dessen Gewände – im Gegensatz zum Westportal – keine figürlichen oder sonstige Schmuckmotive zeigen. Die Archivolten sind mit aneinander gereihten abstrakt-geometrischen Ornamenten (vierzackige Sterne und Diamantstab) geschmückt.
Ausstattung
Vierung und Apsis des einschiffigen Inneren der Kirche wurden im 16. Jahrhundert mit einem spätgotischen Netzgewölbe versehen. Zur Ausstattung gehören ein teilweise figürlich gestaltetes romanisches Taufbecken sowie ein Altarretabel und eine ungewöhnliche schmiedeeiserne Kanzel mit einem geschnitzten Baldachin aus dem 18. Jahrhundert.

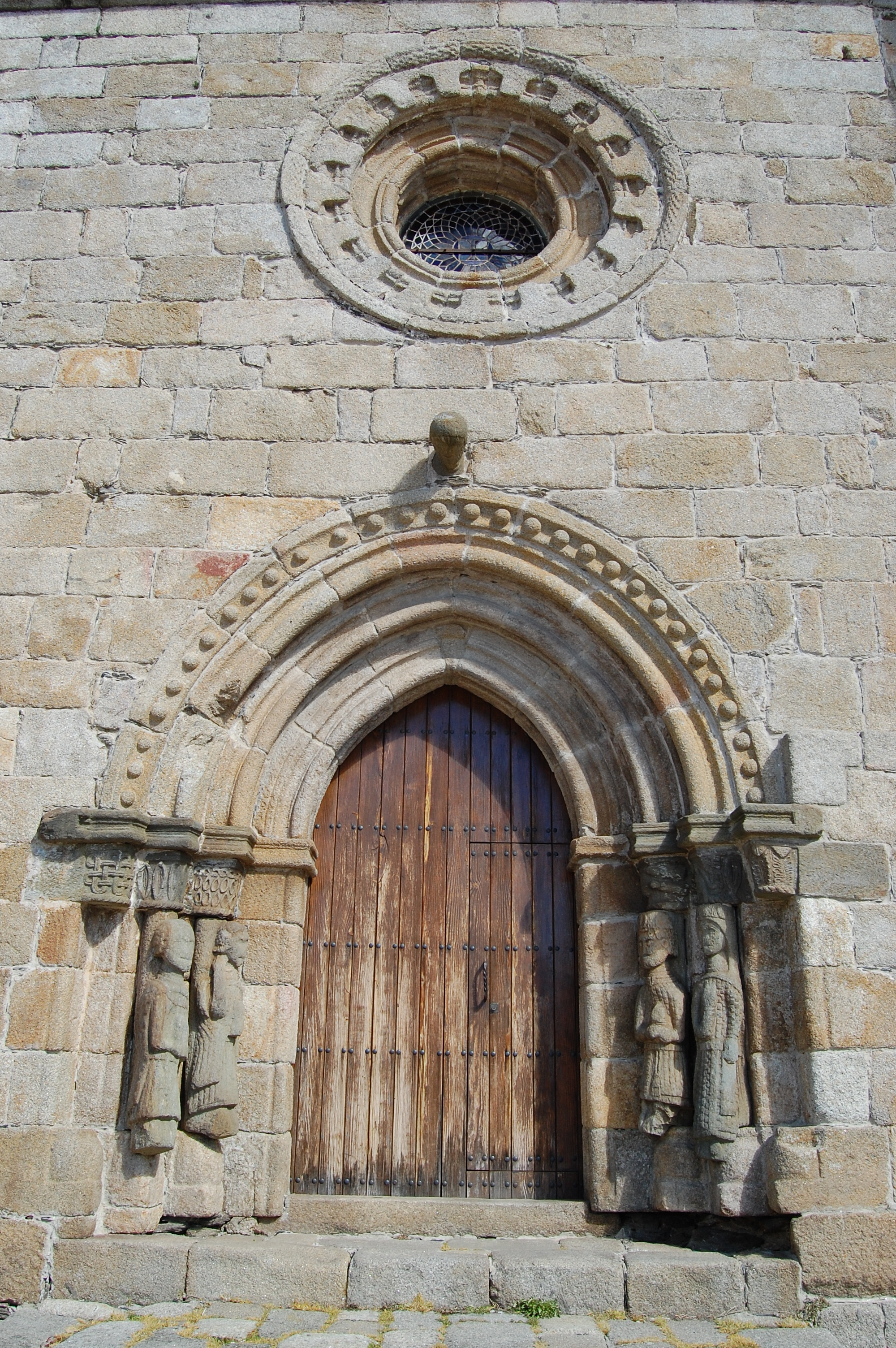
Westportal
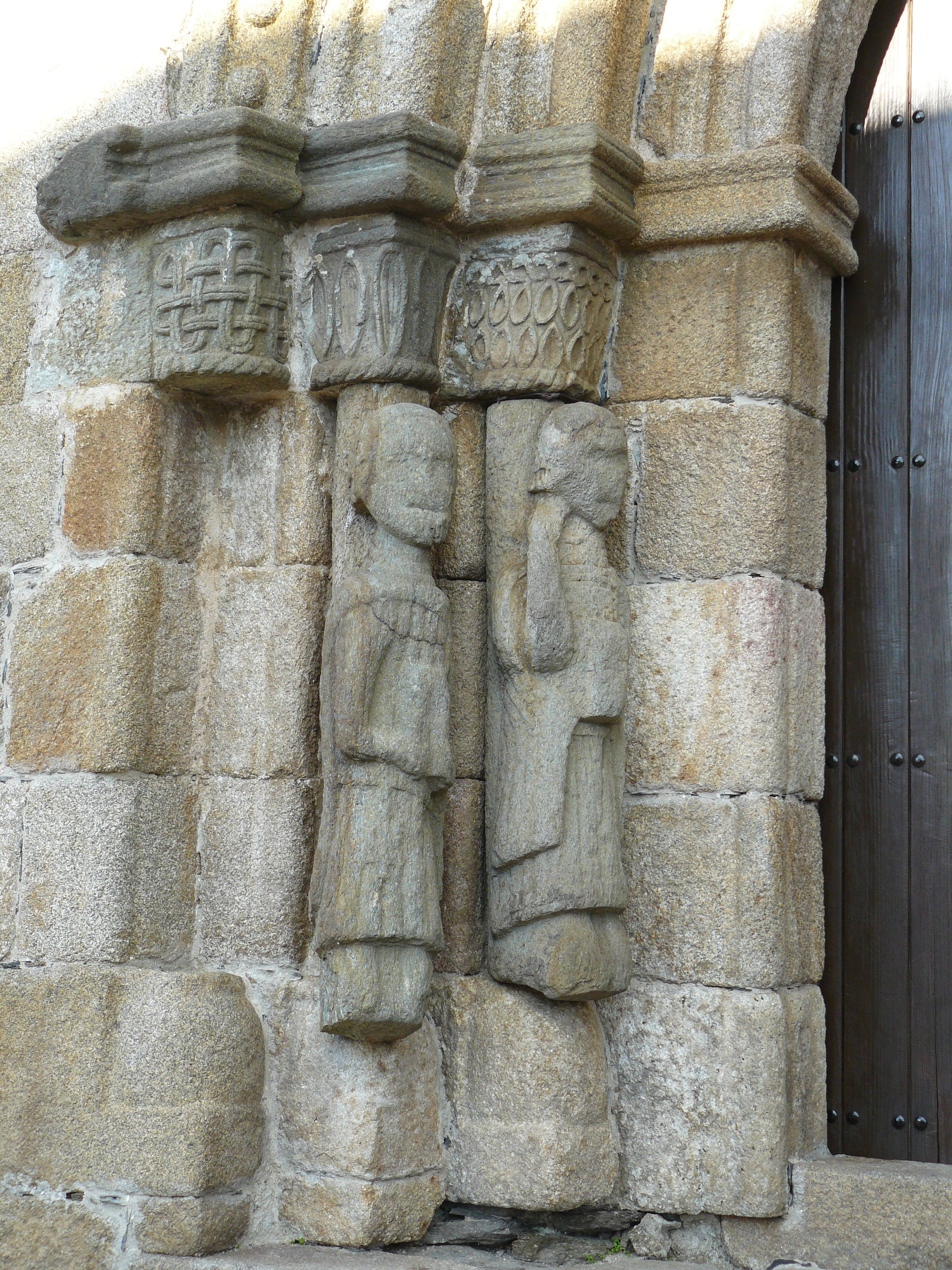
Portalgewände (links)
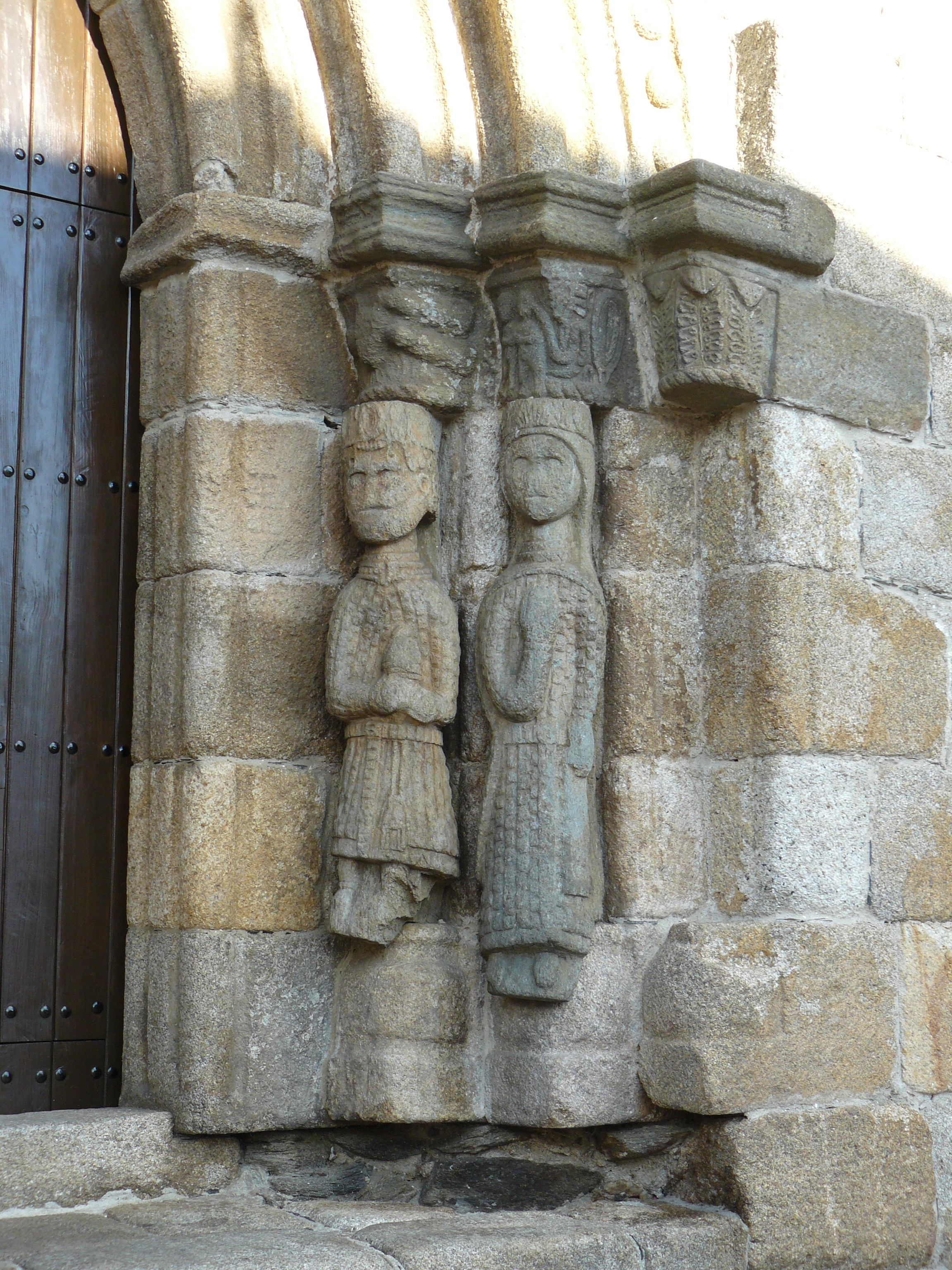
Portalgewände (rechts)
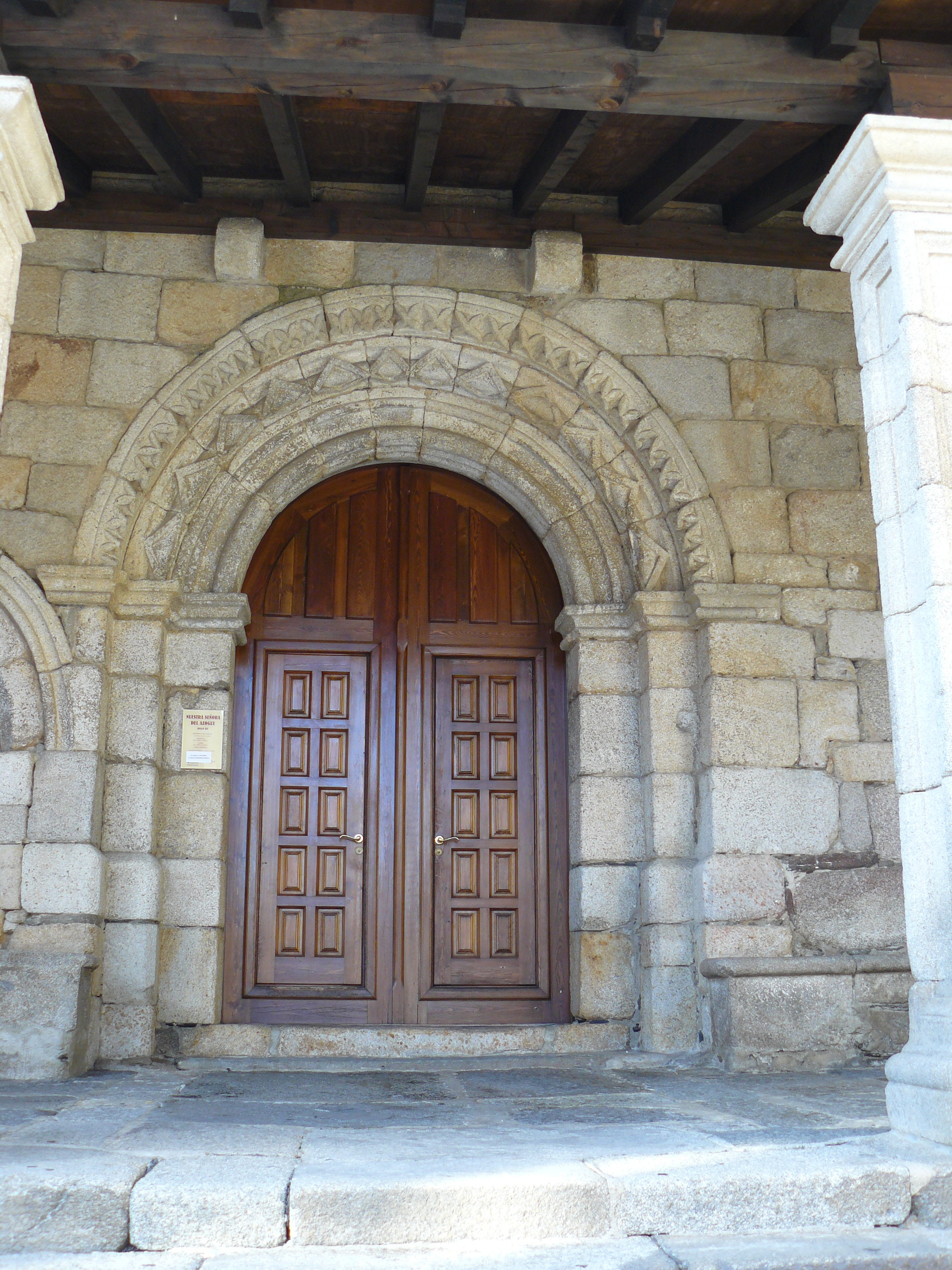
Südportal